# Вилла Форни-Черато
Вилла Форни-Черато (итал. Villa Forni Cerato) — вилла (загородный дом), расположенная в Монтеккьо-Прекальчино, в провинции Виченца области Венето, северо-восточная Италия. Проект виллы 1565 года приписывают выдающемуся архитектору эпохи итальянского Возрождения Андреа Палладио
В 1996 году вилла вместе с другими постройками Палладио включена в список Всемирного наследия ЮНЕСКО «Города Виченца и Палладиевых вилл Венето» (Città di Vicenza e Ville Palladiane del Veneto).

## История

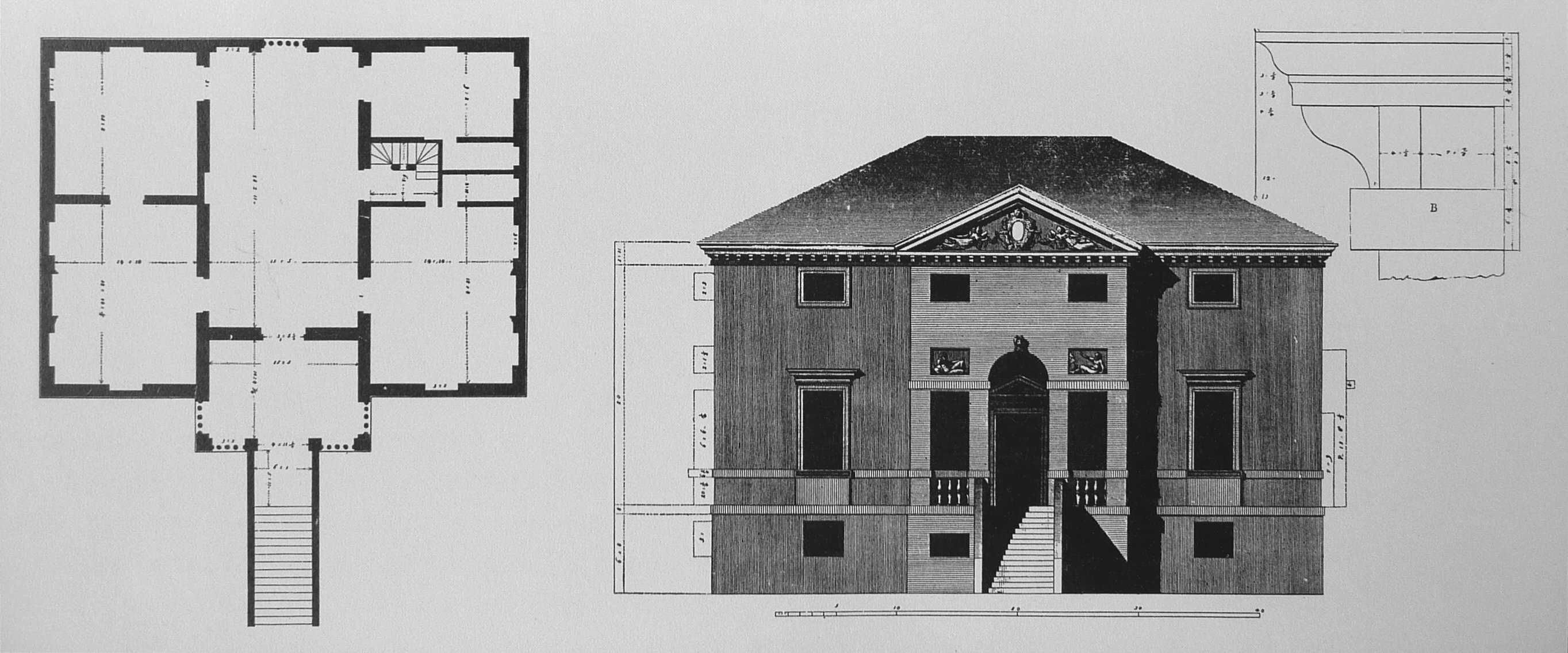
План и фасад виллы. Чертёж О. Бертотти-Скамоцци. 1778

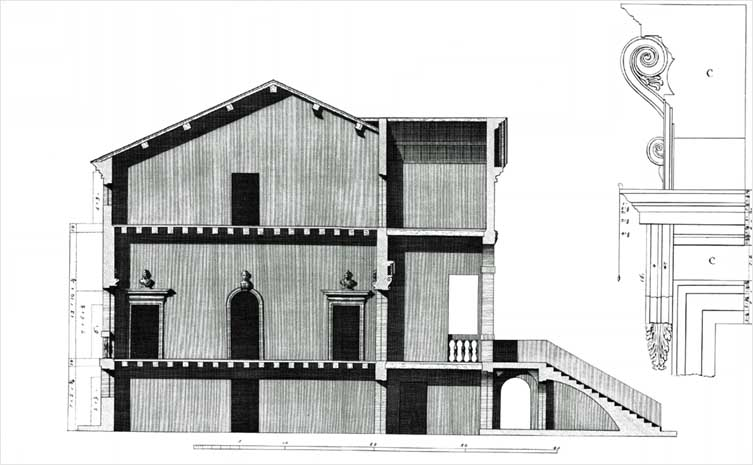
Разрез. Чертёж О. Бертотти-Скамоцци. 1778

Палладио проектировал виллу для богатого, но не знатного коммерсанта Джироламо Форни, торговца деревом, который был поставщиком строительных материалов для многих палладианских строек, таких как Палаццо Кьерикати, Вилла Ротонда, Палаццо Порто. Заказчик виллы был самодеятельным живописцем, другом художников, коллекционером древностей и членом Олимпийской академии Виченцы.
Вилла построена в 1540-х годах на основе перестройки ранее существовавшего в этом месте здания. Двойное название Форни-Черато датируется 1610 годом. В этом году вилла, принадлежавшая Джироламо Форни, перешла в соответствии с его завещанием в собственность Джузеппе, Джироламо и Бальдиссеры Черато.  Приписывание виллы творчеству Палладио, как и предположение, что её заказал именно Джироламо Форни, остаются предметом дискуссий. Первое упоминание об архитекторе Палладио относится к XVIII веку, когда его имя назвали архитекторы Франческо Муттони и Оттавио Бертотти-Скамоцци. Однако почти все современные исследователи согласны с их мнением.
После почти пятидесяти лет запустения в XX веке, которое ускорило разрушение здания, с 2018 года вилла стала объектом постепенной реставрации и патронажной работы.

## Архитектура
О творчестве Андреа Палладио свидетельствуют предельно простой план и ясная система пропорционирования помещений. Подобно вилле Годи, входная лестница проходит над цокольным этажом и ведёт на лоджию, образованную серлианой. Центральная ось композиции воспринимается яснее, чем на Вилле Годи, отчасти из-за расположения окон. Но не только в этом отношении вилла Форни-Черато знаменует собой шаг вперёд в развитии творческого метода Палладио; впервые на главном фасаде здания ясно видны границы между этажами. Высота здания определена ритмом трёх уровней: цокольный этаж, «благородный этаж» (piano nobile) и мезонин.
Скульптурные детали: барельефы главного фасада, на которых изображены речные боги, два камина на первом этаже и герб на тимпане фронтона представляют собой копии XX века, основанные на оригинальных изображениях, сохранившихся на гравюре Марко Моро. Единственным подлинным скульптурным украшением является маскарон на замковом камне серлианы, приписываемый скульптору Алессандро Витториа.
Многие детали, в том числе скульптурные бюсты, утрачены. Соседние постройки находятся в руинах и подлежат реставрации. Фрески лоджии, изображающие римские руины и буколические пейзажи, сохранились.